# Большое приключение Пи-Ви
«Большое приключение Пи-Ви» (англ. Pee-wee's Big Adventure) — кинофильм, снятый в 1985 году, стал дебютом режиссёра Тима Бёртона на большом экране.
В России фильм был выпущен компанией Varus Video в 1999 году на видеокассете с профессиональным русским дубляжем в системе PAL, Hi-Fi Stereo.

## Сюжет
Пи-Ви Герман (комический псевдоним Пола Рубенса — главное лицо в одноимённом телешоу) — взрослый мужчина с незамутненно-детским взглядом на жизнь. Всеобщего любимца внезапно настигает удар судьбы — его чудо-велосипед похищен злоумышленниками. Поиски превращаются в гротескное путешествие, по окончании которого Пи-Ви обретёт новых друзей и становится героем настоящего шпионского кино-боевика.

## В ролях
- Пол Рубенс — Пи-Ви Герман
- Элизабет Дейли — Дотти
- Марк Холтон — Фрэнсис Бакстон
- Дайан Сэлинджер — Симона
- Джадд Омен — Микки
- Дэрил Роуч — Чак
- Кассандра Петерсон — байкерша
- Элис Нанн — Большая Мардж
- Джен Хукс — Тина
- Джеймс Бролин — исполнитель роли Пи-Ви
- Морган Фэйрчайлд — исполнительница роли Дотти
- Фил Хартман — репортер
- Джон Харрис — Энди
- Кармен Филпи — Джек
- Ян Хукс — Тина
- Ральф Сеймур — парень, который крадет велосипед Пи Ви
- Джейсон Харви — Кевин Мортон
- Тони Билл — Терри Хоторн
- Линн Мари — «Материнская супруга» в фильме Кевина Мортона
- Джон Парагон — человек в красных доспехах
- Клив Холл — Годзилла

Чрезвычайно сложный механизм для приготовления завтрака — это реализация машины Голдберга. Подобные механизмы будут повторяться (с вариациями) в других фильмах Бёртона. Например, «Эдвард Руки-ножницы», «Чарли и шоколадная фабрика».

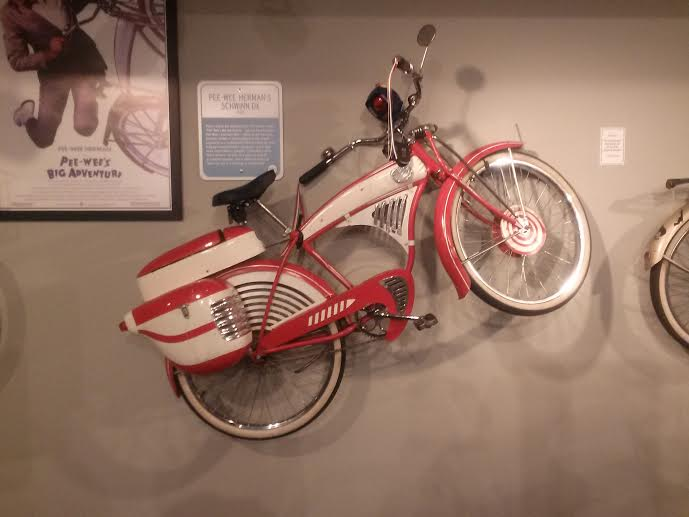
Один из велосипедов, используемых в фильме, на выставке велосипедов в Научном центре Карнеги